# Solen krusensterni
Solen krusensterni is een tweekleppigensoort uit de familie van de Solenidae. De wetenschappelijke naam van de soort is voor het eerst geldig gepubliceerd in 1867 door Schrenck.